# 堤経長
堤 経長（つつみ つねなが、1901年（明治34年）5月30日 - 1992年（平成4年）1月16日）は、日本の子爵。堤家の第15代当主。東京帝国大学法学部卒業。東京都出身。伯母は明治天皇の典侍で大正天皇の生母である柳原愛子。

## 経歴
東京都出身。子爵・堤雄長とその妻である柳原浜の長男として生まれる。母である浜の姉が明治天皇の権典侍の柳原愛子で、大正天皇の従弟に当たる。1940年（昭和15年）から1947年（昭和22年）まで子爵であった。。
1914年（大正３年）から1921年（大正10年）宮内省東宮職出士。東京帝国大学農学部、法学部を卒業し、鉄道局参事、仙台鉄道局職員、運輸省鉄道総局食糧増産本部次長、興亞火災海上保険（現、日本興亜損害保険）取締役、東海開発社長、歌会始読師、霞会館評議員、監事などを歴任した。
私生活では子爵・内藤頼輔の長女である要子と結婚するも死別。その後、鍵和田良平の娘である貴代と再婚し2男を授かる。
1992年（平成4年）、死去。従四位勲三等を授かる。

## 系譜
- 祖父：柳原光愛
- 父親：堤雄長
- 母親：柳原濱
- 前妻：内藤要子 - 子爵・内藤頼輔の長女。内藤頼直の孫。
- 後妻：鍵和田貴代 - 鍵和田良平の娘。
  - 長男：堤一長（1948年-1949年）
  - 次男：堤公長
  - 養女：郁子 - 内藤頼博の三女、伊東達祐の妻